# Wladimir Markarjanz
Wladimir Surenowitsch Markarjanz (armenisch Վլադիմիր Մարգարյանց, russisch Владимир Суренович Маркарьянц; geboren am 19. August 1934 in Jeisk, RSFSR, Sowjetunion; gestorben am 2. März 2000 in Jerewan)  war ein sowjetischer Politiker armenischer Abstammung.

## Leben
In den Fünfzigerjahren diente Markarjanz in der sowjetischen Armee und wurde 1958 Mitglied der KPdSU. Er schloss 1964 sein ingenieurwissenschaftliches Studium am Technikum in Rostow am Don ab, dem schloss sich der Abschluss eines Fernstudiums an einer Parteischule der KPdSU im Jahr 1970 an. Seit den Sechzigerjahren war er Direktor einer Glasfabrik in Stawropol.
Wladimir Markarjanz wurde 1989 in den Volksdeputiertenkongress gewählt. Von 1989 bis 1990 war der Vorsitzende des Ministerrates der Armenischen SSR und kritisierte Ende September 1989 die prekäre wirtschaftliche Lage in Armenien, welche durch die Blockade durch die Aserbaidschanische SSR infolge des Konfliktes um Bergkarabach ausgelöst worden war. Markarjanz wurde 1990 Mitglied des Zentralkomitees der KPdSU, was er bis 1991 blieb.
Wladimir Markarjanz verstarb 2000 in Jerewan und wurde auf dem Moskauer Friedhof Trojekurowo beerdigt.